# Barychelidae

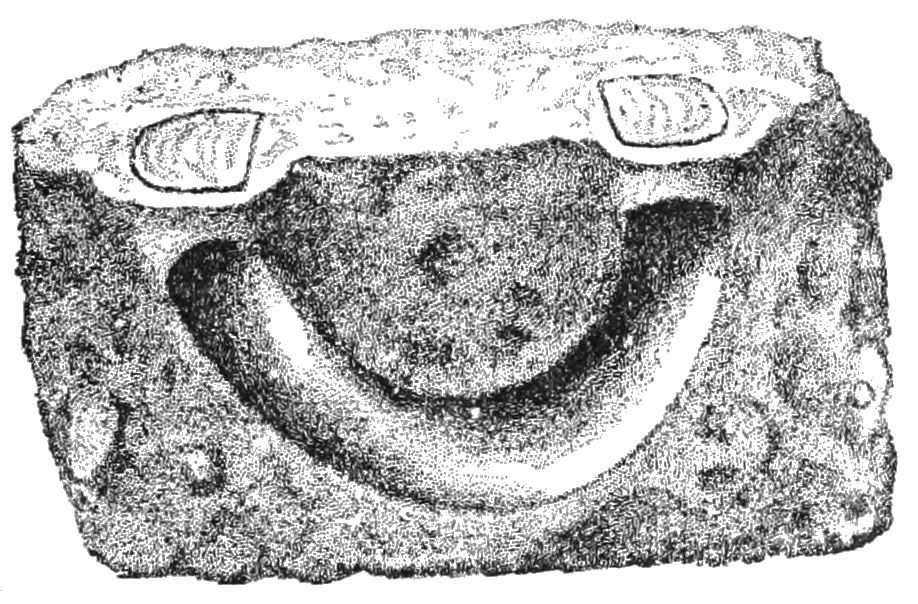
Toca de Trichopelma astuta.

Barychelidae é uma família de aranhas que agrupa cerca de 300 espécies, pertencentes a 44 géneros. A família é a única a integrar a superfamília monotípica Barycheloidea.

## Descrição
A maioria das espécies desta família constroem tocas com armadilha de alçapão. Algumas espécies evitam a inundação das suas tocas vedando a entrada com seda e outros materiais. Outras evitam o afogamento aprisionando bolhas de ar com as sedas que cobrem o seu corpos. Alguns membros dese grupo possuem uma estrutura denticulada na superfície frontal das quelíceras que usam para compactar as paredes da toca.
O género Idioctis, que mede cerca de 10 mm de comprimento, constrói as suas tocas, que têm cerca de 5 cm de profundidade, imediatamente abaixo do nivel da preia-mar e sela a sua entrada com um fino alçapão de seda.
O género Sipalolasma, que mede cerca de 20 mm de comprimento, constrói as suas tocas em madeira em apodrecimento, instalando um alçapão articulado em cada extremo da estrutura.
Tal como as tarântulas (Theraphosidae), estas aranhas podem subir por superfícies verticais de vidro e algumas espécies são capazes de produzir estrídulos. Contudo, ao contrário da estridulação das espécies integradas no grupo Selenocosmiinae, os estrídulos produzidos não é audível pelos humanos.
A família Barychelidae tem distribuição natural maioritáriamente no hemisfério sul, nomeadamente na Austrália, Nova Caledónia, América do Sul, África, Madagáscar, Índia, Nova Guiné e ilhas do Pacífico.

## Sistemática
A família Barychelidae integra as seguintes subfamílias e géneros:
- Barychelinae
  - Atrophothele Pocock, 1903 — Socotra
  - Aurecocrypta Raven, 1994 — Austrália
  - Barycheloides Raven, 1994 — Nova Caledónia
  - Barychelus Simon, 1889 — Nova Caledónia
  - Cyphonisia Simon, 1889 — África
  - Cyrtogrammomma Pocock, 1895 — Guiana
  - Diplothele O. P-Cambridge, 1890 — Índia
  - Encyocrypta Simon, 1889 — Nova Caledónia
  - Fijocrypta Raven, 1994 — Fiji
  - Idioctis L. Koch, 1874 — Madagáscar, Oceânia, Austrália, Seicheles
  - Idiommata Ausserer, 1871 — Austrália
  - Idiophthalma O. P.-Cambridge, 1877 — América do Sul
  - Mandjelia Raven, 1994 — Austrália
  - Monodontium Kulczynski, 1908 — Nova Guiné
  - Moruga Raven, 1994 — Austrália
  - Natgeogia Raven, 1994 — Nova Caledónia
  - Nihoa Raven & Churchill, 1992 — Oceânia
  - Orstom Raven, 1994 — Nova Caledónia
  - Ozicrypta Raven, 1994 — Austrália
  - Pisenor Simon, 1889 — África
  - Plagiobothrus Karsch, 1891 — Sri Lanka
  - Questocrypta Raven, 1994 — Nova Caledónia
  - Rhianodes Raven, 1985 — Sueste da Ásia
  - Seqocrypta Raven, 1994 — Austrália
  - Strophaeus Ausserer, 1875 — Peru, Brasil
  - Synothele Simon, 1908 — Austrália
  - Tigidia Simon, 1892 — Madagáscar, Maurícia
  - Trittame L. Koch, 1874 — Austrália
  - Tungari Raven, 1994 — Austrália
  - Zophorame Raven, 1990 — Austrália
  - Zophoryctes Simon, 1902 — Madagáscar

- Sasoninae
  - Cosmopelma Simon, 1889 — Brasil, Venezuela
  - Neodiplothele Mello-Leitão, 1917 — Brasil
  - Paracenobiopelma Feio, 1952 — Brasil
  - Sason Simon, 1887 — Austrálasia

- Trichopelmatinae[6]
  - Psalistops Simon, 1889 — América do Sul e Central
  - Trichopelma Simon, 1888 — Caraíbas, América do Sul
- incertae sedis
  - Ammonius Thorell, 1899 — Camarões
  - Eubrachycercus Pocock, 1897 — Somália
  - Reichlingia Rudloff, 2001 — Belize
  - Sasonichus Pocock, 1900 — Índia
  - Sipalolasma Simon, 1892 — Sueste da Ásia, África
  - Thalerommata Ausserer, 1875 — Colômbia, México
  - Troglothele Fage, 1929 — Cuba